# Teleki Pál (politikus)
Széki gróf Teleki Pál (teljes nevén Teleki Pál János Ede; Budapest, 1879. november 1. – Budapest, 1941. április 3.) a nemes Teleki családból való magyar földrajztudós, tanár, politikus, többszörösen megválasztott országgyűlési képviselő, előbb a Magyar Királyság külügyminisztere 1920-ban (a Simonyi-Semadam-kormányban), majd az ország miniszterelnöke 1920-tól 1921-es lemondásáig, ezt követően 1938–39-ben vallás- és közoktatásügyi miniszter (az Imrédy-kormányban), majd az 1939-es választásokat követően az ország megválasztott miniszterelnöke 1941-es öngyilkosságáig. A Magyar Tudományos Akadémia tagja, továbbá a SZEFHE rabonbánja és a Magyar Cserkészszövetség tiszteletbeli főcserkésze.

## Családja
A főnemesi széki gróf Teleki család római katolikus ágának a sarja. Édesapja széki gróf Teleki Géza (1843–1913) író és politikus, aki rövid ideig belügyminiszter volt Tisza Kálmán kormányában. Édesanyja Muráty (Muratisz) Irén (1852–1941), egy jómódú pesti görög kereskedő leánya. Az apai nagyszülei gróf Teleki Ede (1813–1875), nagybirtokos, és hallerkeöi Haller Matild (1817–1892) grófnő voltak. Az anyai nagyszülei Muráty Szilárd (1817–1886), nagykereskedő, nagybirtokos, és Sacelláry Mária (1820–1900) voltak.
1908. november 24-én Budapesten, feleségül vette Bissingen-Nippenburg Johanna (Budapest, 1889. március 1.–Budapest, 1942. július 7.) grófnőt, akinek a szülei gróf Bissingen Nippenburg Rezső (1857–1905), császári és királyi kamarás, huszár főhadnagy, a főrendiház örökös tagja, nagybirtokos, és foeni Mocsonyi Georgina (1867–1939) voltak. Teleki Pál gróf és gróf Bissingen Nippenburg Johanna házasságából két gyermekük született:
- gróf Teleki Mária Irén (*Budapest, 1910. március 3.– †Estoril, Portugália, 1962. január 30.). 1.f.: zicsi és vásonkeői dr. gróf Zichy Nándor György (*Mosdós, Somogy vármegye, 1907. augusztus 22.–†Athén, Görögország, 1994. augusztus 16.), m. kir. hadnagy, a Magyar Aero Club elnöke 2.f.: Ijsell-Muiden Jacques (*Arnhem, Hollandia, 1914. szeptember 20.–†Lisszabon, 1981. március 30.), festőművész.[10]
- gróf Teleki Géza (Budapest, 1911. november 27. – Mathias, West Virginia, USA, 1983. január 5.). Géza fia geológus, egyetemi tanár lett Kolozsvárott 1940-44 között, majd az Ideiglenes Nemzeti Kormány vallás- és közoktatási minisztere volt 1944-45-ben. 1949-ben Amerikába emigrált. Felesége: zabolai gróf Mikes Johanna "Hanna" (Budapest, 1911. december 12. – Washington, 2008. március 10.). Egyik unokájuk, Teleki Géza neves antropológus lett Amerikában.

## Tanulmányai
Elemi iskoláit magántanulóként végezte a budapesti evangélikus elemi népiskolában (a mai Deák Ferenc téren) 1885–1889 között, majd a pesti Piarista Gimnáziumban (1889–1897) folytatta tanulmányait, szintén magántanulóként.
1897 szeptemberében beiratkozott a Budapesti Tudományegyetem jog- és államtudományi karára. A természettudományi karon földrajzi előadásokat hallgatott, publikált a Földrajzi Közleményekben és előadást tartott a Magyar Földrajzi Társaságban az ázsiai felfedezőutak történetéről. A Királyi Magyar Természettudományi Társulat 1898. december 15-ei, nyilvános ülésén mutatta be dolgozatát. Egyetemi évei alatt részt vett az erdélyi társaság jeles, évente ismétlődő eseményein, a zsuki falkavadászatokon és a kolozsvári jótékonysági bazáron. 1901-ben szerezte egyetemi diplomáját: ekkor első államtudományi szigorlatán magyar közjogból, politikából, egyházi jogból és nemzetközi jogból vizsgázott. A következő tanévre vendéghallgatóként beiratkozott a Magyaróvári Magyar Királyi Gazdasági Akadémiára, a kétéves képzés második évére. 1902 áprilisában a bizottság nem találta elégségesnek tudását, majd a következő évben megismételt szigorlaton közigazgatási jogból ismét megbukott. Végül 1903. decemberben, „Az elsődleges államkeletkezés kérdéséhez” címmel benyújtott dolgozata alapján az államtudományok doktorává nyilvánították.

## Tudományos pályafutása

Teleki Pál híres vörös térképe Magyarország 1910-es népességének nemzetiségek szerinti eloszlásáról. A világ egyik első olyan térképe, amelyen a népesség nemzetiségek szerinti eloszlását a népsűrűség figyelembevételével ábrázolták

1902-től Lóczy Lajos földrajzi tanszékén volt gyakornok. 1904-től szolgabíróként tevékenykedett Szatmárban. 1906 március-áprilisban nagy nyugati utat tett, 1907-ben Szudánban, majd Európában járt tanulmányúton. 1909–1913 között a Magyar Földrajzi Intézet nevű kiadóvállalat tudományos igazgatója, 1910–1923 között pedig a Földrajzi Társaság főtitkára volt. 1911-ben Atlasz a japáni szigetek cartographiájának történetéhez című munkája magas francia elismerésben (Jomard-díj) részesült. 1912 augusztus-októberében Cholnoky Jenővel nagy körutat tett az Egyesült Államokban. Ebből az útból született 1922-ben az Amerika gazdasági földrajza című egyetemi jegyzete. 1913-ban a Magyar Tudományos Akadémia levelező tagjává választotta, azonban székfoglalóját a háború miatt csak 1917-ben mondhatta el. 1913-ban kinevezték a Kereskedelmiiskolai Tanárképző tanárának. A Turáni Társaság tagja, majd elnöke lett. A háborúban önkéntesként szolgált, ez idő alatt született (nemegyszer a lövészárokban írva) korai jelentős műve: A földrajzi gondolat története. 1918 őszétől a párizsi békekonferenciára elkészítette a Magyar Királyság etnikai térképét, majd a híres „vörös térképet”, amelyen a magyar nemzetiséget vörössel jelölte (carte rouge). A világszerte is újdonságnak számító ábrázolással dolgozó térkép megrajzolásában Nopcsa Ferenc volt a segítségére, Teleki egy 1920-as interjúban így beszélt hatalmas közös munkájukról: „Akkor azután körzővel és plajbásszal a kezemben egész nap háromszögeket és négyszögeket mércsikéltem, szövetkezve báró Nopcsa Ferenc barátommal, Magyarország egyik legkitűnőbb geológusával, aki önzetlen lelkesedéssel állott segítségemre. Sokszor dolgoztunk úgy, hogy délutántól kezdve késő éjszakáig, sőt a hajnali órákig az íróasztal fölött görnyedtünk, ő folytonosan osztott és szorzott, én pedig körzővel és vonalzóval dolgoztam. Mikor azután én a sárga helyett már pirosat láttam, ő pedig azt mondotta, hogy négyszer öt az huszonkettő, akkor kijelentettük, hogy mára elég volt, most már nem megy tovább. Másnap pedig újrakezdtük.”

## Politikai pályafutása
Először az 1905-ös választásokon indult az ifj. Andrássy Gyula vezetésével a Szabadelvű Párt „disszidenseiből” formálódó (de csak a választás után bejegyzett) Országos Alkotmánypárt színeiben a Szatmár vármegyei nagysomkúti választókerületben, mely országgyűlési képviselőjévé választotta. Az 1906-os választásokon ismét elnyerte a mandátumot. Az 1910-es választásokon, amikorra nyilvánvalóvá vált a koalíciós kormány bukása, nem vállalt újabb mandátumot (nem indult), a politikától időlegesen visszavonult. Ekkoriban még nem volt jelentős politikai tényező. Az első világháborúban önkéntesként harcolt. 1917-ig főhadnagyként szolgált a szerb, majd az olasz fronton, ekkor kinevezték az Országos Hadigondozó Hivatal élére. Az őszirózsás forradalom győzelme után visszavonult, a tanácsköztársaság idején Svájcban tartózkodott, eközben az Antibolsevista Comité felkérésére az ellenforradalmi szegedi kormányokban (mindháromban) külügyminiszterként tevékenykedett.
Az ellenforradalom győzelme utáni első, 1920-as választásokon a Keresztény Nemzeti Egyesülés Pártja színeiben Szeged belvárosi kerületében nyert országgyűlési mandátumot. A március 15-én alakult Simonyi-Semadam-kormányban Simonyi-Semadam felkérte külügyminiszternek, melyet április 19-ével fogadott el, a trianoni békeszerződés aláírására már ilyen minőségében ment el, azt azonban nem ő, hanem a magyar delegáció két másik (politikailag súlytalan) tagja írta alá. A kormány ezután egy hónappal lemondott, a kabinetalakításra Horthy Telekit kérte fel, aki el is vállalta azt.

### Első miniszterelnöksége

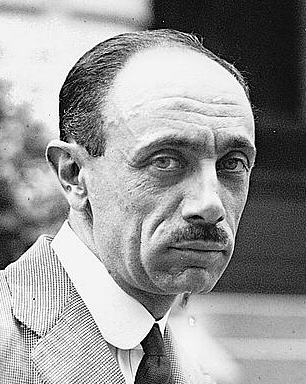
1921-ben, lemondása után fél évvel

1920. július 25-én Horthy Miklós kormányzó kinevezte miniszterelnökké. Emellett ő volt a nemzeti kisebbségek tárca nélküli minisztere, és ő vezette a külügyi tárcát is. IV. Károly király visszatérési kísérlete után, 1921. április 14-én lemondott a miniszterelnökségről.
Teleki első kormányzásának egyik máig leginkább ellentmondásos kérdése a numerus clausus-törvény tulajdonképpen az 1920. évi XXV. törvény („a tudományegyetemekre, a műegyetemre, a budapesti egyetemi közgazdaságtudományi karra és a jogakadémiákra való beiratkozás szabályozásáról”), nevének jelentése: lezárt (értsd: meghatározott, állandó) szám. A parlament elé a vallás- és közoktatásügyi miniszter terjesztette, 1920 szeptemberében fogadták el. A törvény elsősorban a magyar felsőoktatásban tanulók számát kívánta az ország vélt vagy valós szükségleteihez igazítani, korlátozni kívánta a felsőoktatásba bekerülők számát. A felsőoktatásban tanulóknak számarányukban tükrözniük kellett a Magyarországon élő „népfajok” arányszámát. A törvény fő célja elsősorban az volt, hogy biztosítsa a "magyaroknak" (a zsidó magyarokat nem beleértve) a lakosságon belüli arányuknak megfelelő részvételt az egyetemeken. A törvényt sokan az első zsidótörvénynek tekintik, mivel a zsidóságot korlátozta leginkább, amelyet az addigi joggyakorlattól eltérően felekezet helyett nemzetiségként kezelt, és gyakorlatilag nem-magyarokként.

### Első miniszterelnöksége után
1925-ben részt vett a török–iraki határ megállapítása előtti felmérésben mint a Népszövetség által kiküldött Moszul-bizottság tagja. A korszak tudományos életében meghatározó szerepet töltött be: professzor, és több ízben dékán volt a budapesti egyetem közgazdaságtudományi karán, illetve 1937–1938-ban rektor a jogutód József Nádor Műszaki és Gazdaságtudományi Egyetemen, a Műegyetem elődjén. Az Eötvös-kollégiumnak is kurátora ebben az időben. Munkásságát 1930-ban Corvin-lánccal ismerték el.
Az 1926-os választásokon nem indult, mivel a Közgazdasági Egyetem őt kívánta delegálni az újjáalakuló felsőházba. A felsőháznak az 1927-es újjáalakulásától 1938-ig maradt a tagja (mindvégig a Közgazdasági Egyetem küldöttjeként). Ez idő alatt országgyűlési választáson nem indult.

### A cserkészet élén

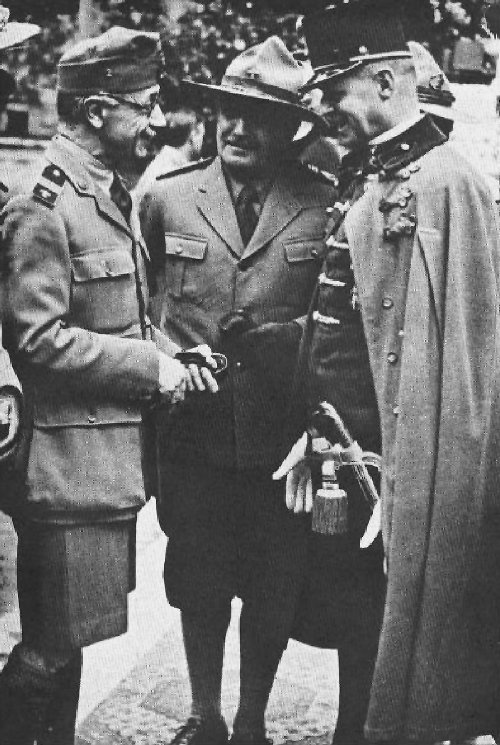
Teleki Pál (balra) az 1933-as 4. Cserkész Világtalálkozón

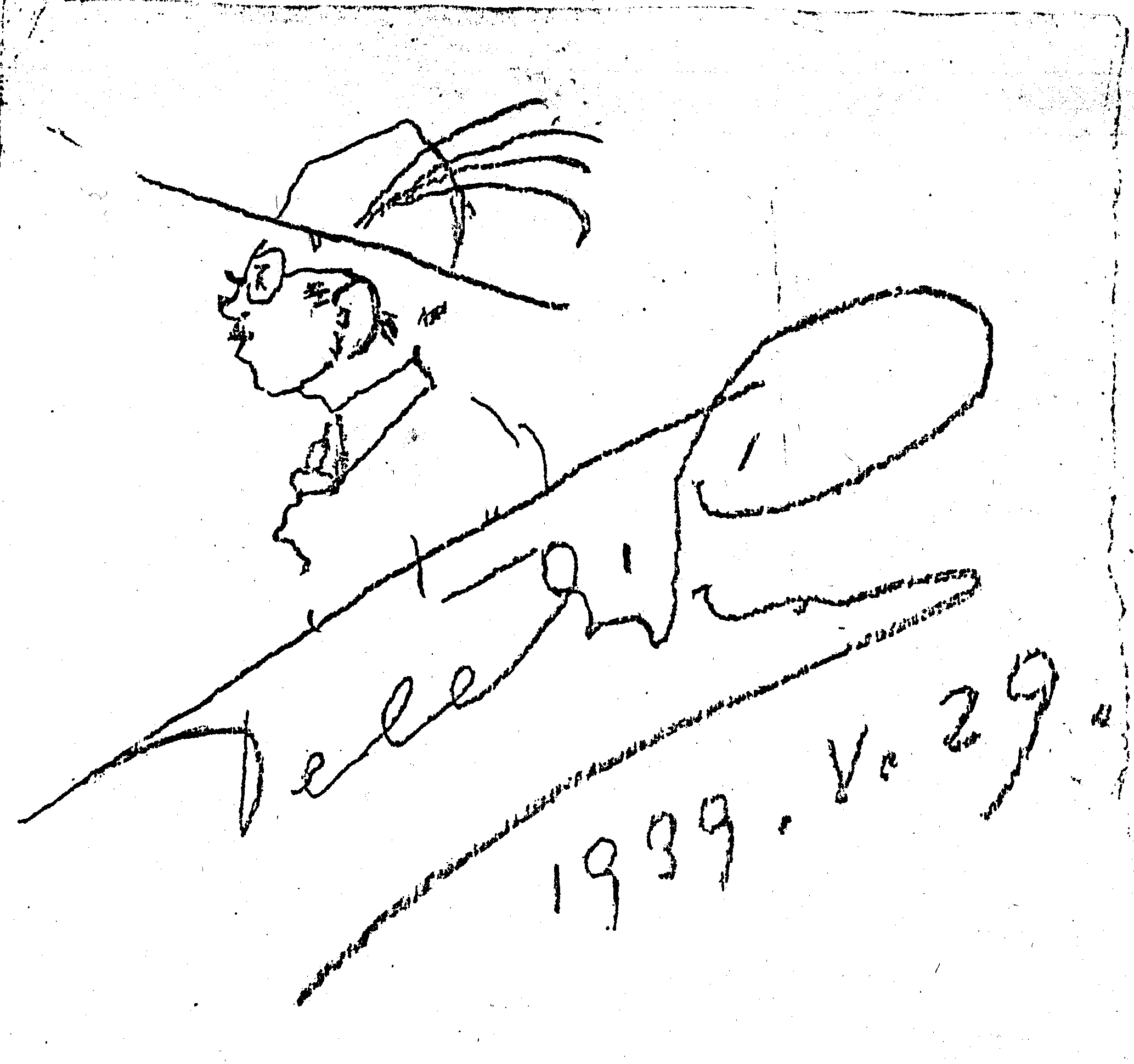
Teleki Pál, önarckép-karikatúra (1939)

1922. június 10-ével Horthy Miklós kormányzó Teleki Pált nevezte ki az ország főcserkészévé. Népszerű és nagy hatású szereplője az ifjúsági mozgalom történetének. Teleki azonban nem viselte hosszú ideig a címet, ugyanis 1923 márciusában egészségi állapotára hivatkozva benyújtotta lemondását, főcserkészi tisztsége alól a kormányzó felmentette, és tiszteletbeli főcserkésszé nevezte ki. E szerepében volt 1933-ban a 4. Cserkész Világdzsembori, cserkész világtalálkozó (jamboree, dzsembori) szervezője és irányítója: Gödöllőn, a Királyi Kastély parkjában a világ számos országából érkező 30 000 cserkész táborozott.

### Második miniszterelnöksége
Teleki 1938-ban a tokaji kerületben egy időközi választáson ismét képviselői mandátumhoz jutott, amivel lemondott felsőházi tagságáról és újra csatlakozott a képviselőházhoz. Az 1938. május 14-én az alakuló Imrédy-kormányban vallás- és közoktatásügyi miniszter lett, melyet Imrédy bukásáig el is látott. Az első bécsi döntés tárgyalásánál a magyar delegáció egyik vezetője volt. Az elvesztett területek visszaszerzése érdekében Németország és Olaszország, más szóval a tengelyhatalmak felé forduló Imrédy-kormánnyal szemben meggyőződéses angolbarát volt.
1939. február 2-án a parlamenti viszály megoldásaként (még korábban 62 kormánypárti képviselő kivált és szembefordult Imrédyvel) Teleki vezérletével a kormánypárt és a korábbi „disszidens” képviselők újraegyesültek, a kormánypárt pedig felvette a Magyar Élet Pártja nevet (ami addig a „Nemzeti Egység Pártja” volt).
Imrédy Béla szintén ekkori lemondatása után Horthy újfent Telekit bízta meg a kormányalakítással. Teleki és második kabinetje 1939. február 16-án tette le hivatali esküjét, így az 1939. IV tc.-t, azaz a II. zsidótörvényt már az ő kormányzása alatt fogadta el a parlament.
Teleki második miniszterelnöksége idején zajlott le Kárpátalja (1939. március) és Észak-Erdély (második bécsi döntés, 1940. augusztus 30.) visszacsatolása. Hivatali ideje alatt nagyszabású infrastrukturális beruházásokat és szociális reformokat is elindított (pl. az Országos Nép- és Családvédelmi Alap, észak-erdélyi vasútépítések, stb.). Az 1939-es ún „pünkösdi választásokon” a vezetése alatt álló kormánypárt, a Magyar Élet Pártja a Horthy-korszak legnagyobb arányú választási győzelmét aratta, ugyanakkor mind a kormánypárton belül, mind azon kívül előretörtek a szélsőjobboldali erők. Itt újfent Szeged belvárosában nyert képviselői mandátumot.
Teleki Pál külpolitikájának kétségtelen sikere, hogy 1939 szeptemberében a magyar kormány megtagadta azt a német kérést, amely a Nagyszalánc-Velejte vasútvonal magyar területen húzódó szakaszának használatát kérte, hogy azon a lengyel frontról német sebesülteket és utánpótlást szállító szerelvények haladhassanak át. Lengyelország szeptemberi kudarca után a magyar kormány megnyitotta a határt a lengyel menekülők előtt, és megadta az összes lehetséges segítséget számukra: az 1944. márciusi német megszállásig lengyel iskolák és szervezetek működtek Magyarországon. Ugyancsak Teleki Pál utasítására szerveztek meg és szereltek fel titokban egy magyar légiót, hogy azok a téli háborúban a finn oldalon harcoljanak a szovjet csapatok ellen. 1940. szeptember 26-án elsőként kapta meg Horthy kormányzótól a Magyar Királyi Szent István-rend nagykeresztjét.
Teleki külpolitikájának, s kormánya mozgásterének végzetes szűkülését jelentette, hogy 1940. november 20-án a magyar kormány csatlakozott a háromhatalmi egyezményhez (Németország, Olaszország és Japán), elismerve a fasiszta Olaszország és a náci Németország európai hegemóniáját. Az egyezmény értelmében ha a világháborúban addig részt nem vevő állam támadná meg a tengelyhatalmakat, Magyarország szolidaritást vállal a megtámadottal.

### A második világháborúban

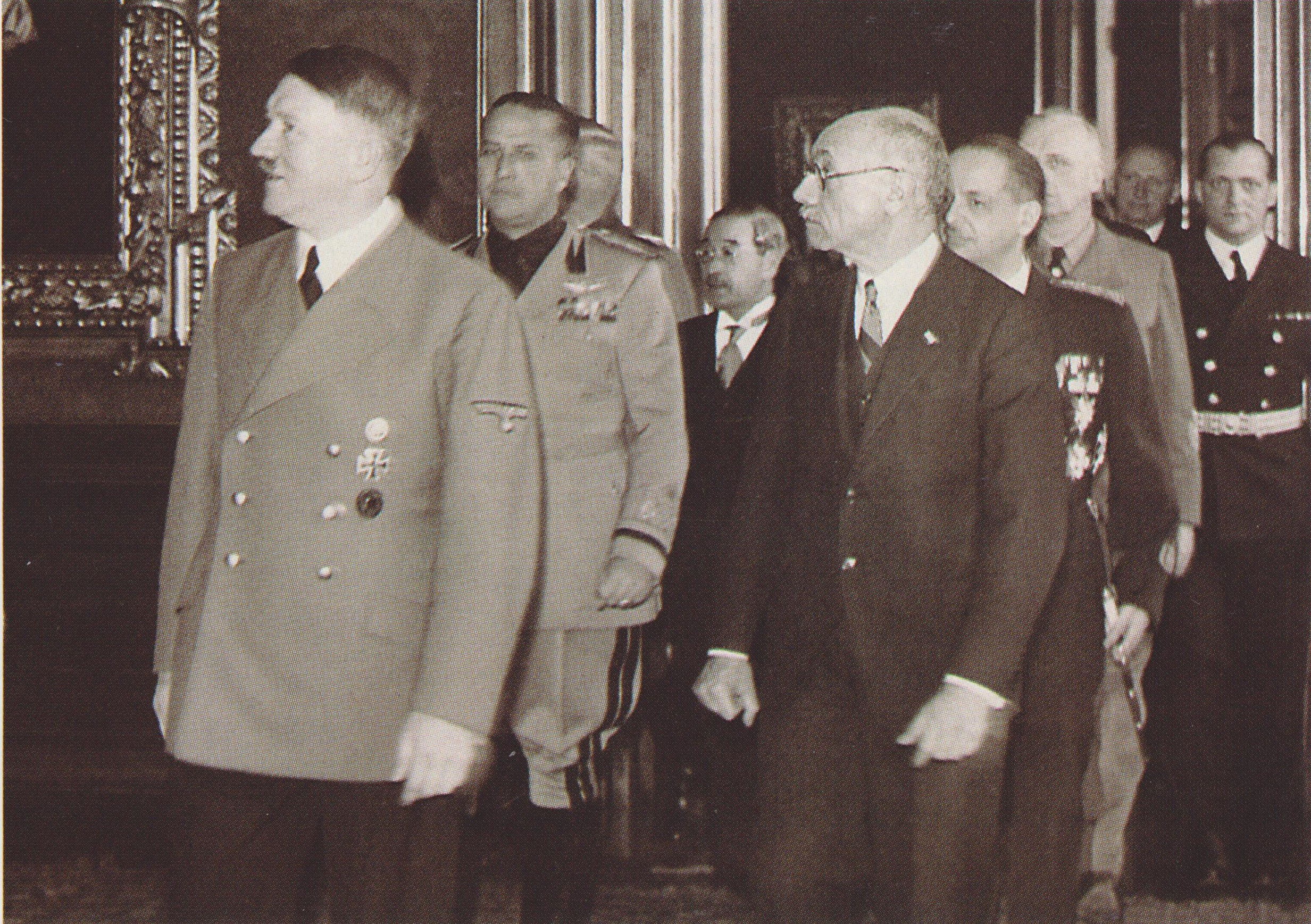
Teleki és Adolf Hitler a háromhatalmi egyezményhez való csatlakozáskor, 1940 novemberében

A magyar kormány 1940. december 12-én Belgrádban örökbarátsági szerződést kötött Jugoszláviával. Az ottani katonai puccs – mely egyúttal németellenes élű volt – után azonban a berlini vezetés bejelentette igényét arra, hogy német csapatok Magyarországon áthaladhassanak. Telekinek választania kellett a revíziót lehetővé tevő és addig győztes helyzetben levő Németország, és a térséget minden szempontból feladó, de nagy anyagi tartalékokkal rendelkező angolszász hatalmak és a velük potenciálisan szövetséges Szovjetunió között.
Teleki tartani akarta magát a barátsági szerződéshez, Németország ellenében. Április 2-án a londoni nagykövet tájékoztatta arról, hogy Magyarország hadüzenetre számíthat angol részről Jugoszlávia megtámadása esetén.

## Halála
A német hadsereg Jugoszlávia elleni felvonulásának másnapján 1941. április 3-án reggel Telekit holtan találták a Sándor-palotában lévő lakosztályában, fejlövés végzett vele. Íróasztalán drámai hangú levelet találtak a kormányzónak címezve, melyben erős szavakkal ítélte el a Jugoszlávia elleni agressziót. A német csapatok már a halálhír előtt elindultak Jugoszlávia ellen.
Halálát a rendelkezésre álló történelmi bizonyítékok alapján általában öngyilkosságként értékelik. Ezt a tényt Nyári Gábor 2015-ben kiadott könyvében ugyan igyekezett megkérdőjelezni, s könyve nyomán elterjedt a vélekedés Teleki meggyilkolásáról. Nyári állításait Ablonczy Balázs vitatta.

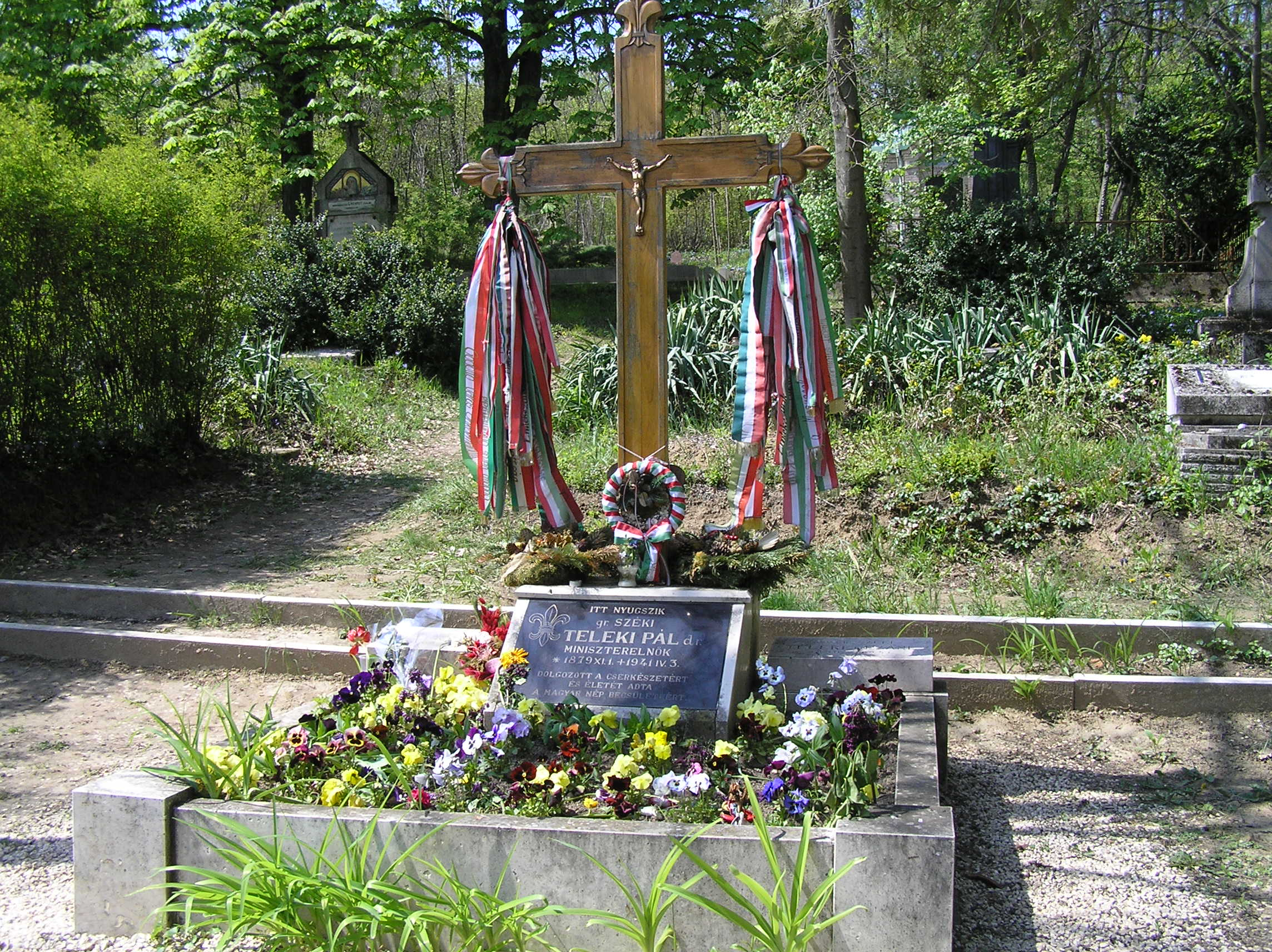
gróf Teleki Pál sírja Máriabesnyőn (2010-ben)

2019. április 3-án hozta nyilvánosságra Budapest Főváros Levéltára az előző este hozzájuk került iratanyagot, benne Teleki Pál addig ismeretlen, 1941-es búcsúlevelével, amelyet személyi titkárának, hű bizalmasának írt. Teleki személyiségét, stílusát jól ismerő Csapodi Csaba székfoglaló előadásában, melyet a Szent István Akadémián tartott (2003), a „búcsúlevél” szövegkritikai elemzéséről, megállapította, hogy annak stílusa, a papírra vetett mondatok Telekitől idegenek. Az „öngyilkossági” feltételezést emellett számos jeles, kortárs személyiség (Bognár Sándor, Tóth Sándor) soha nem fogadta el, különös tekintettel Teleki mély istenhitére.

## Emlékezete
Öngyilkosságával az volt a célja, hogy magát és népét felmentse a Jugoszlávia elleni német támadásért viselt felelősség alól. Áldozata tisztára mosta nevét a történelem előtt. De a német seregeket nem tudta megállítani, és a történtek következményeit sem volt képes elhárítani.

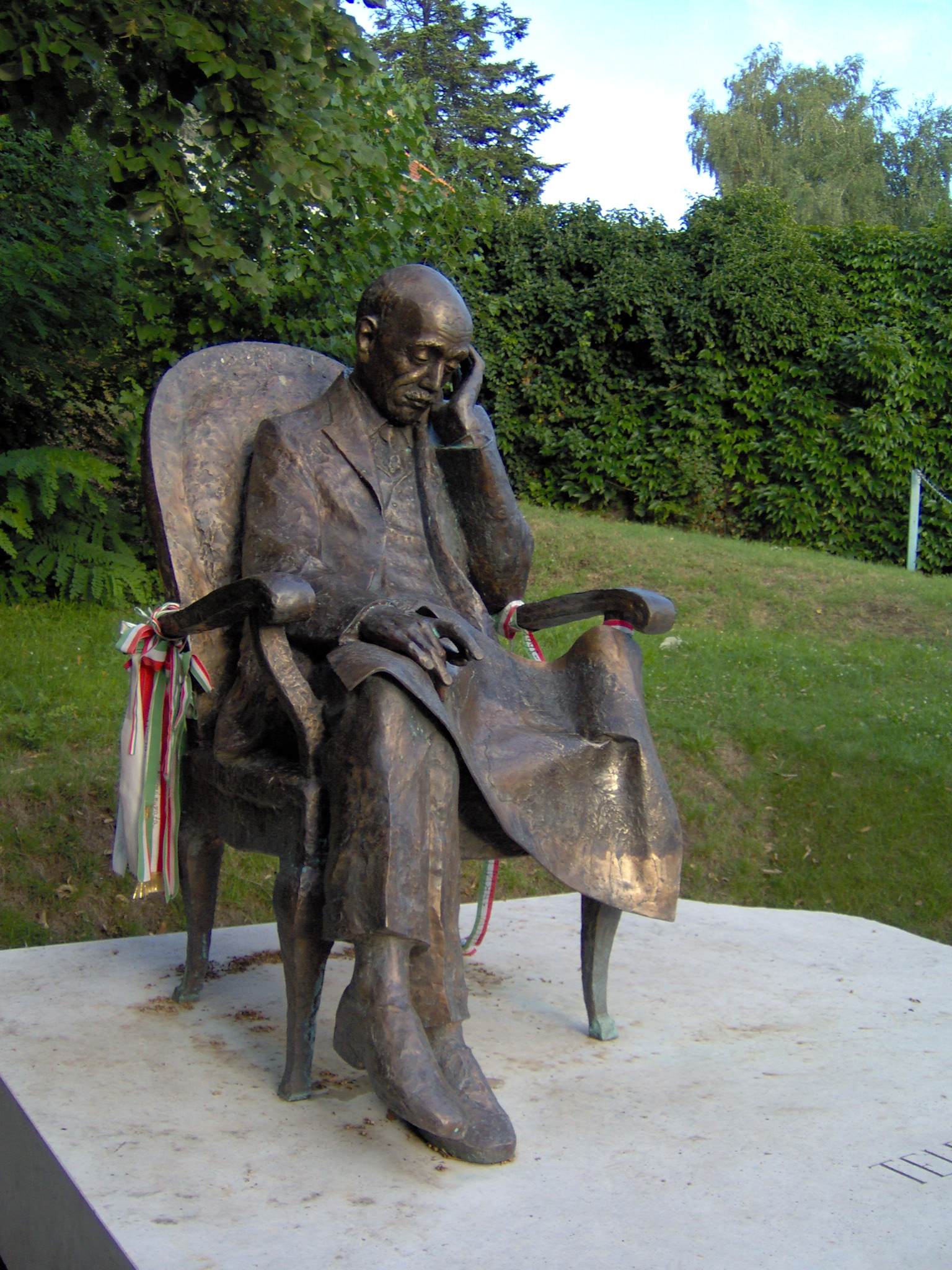
Teleki Pál szobra Balatonbogláron, Rieger Tibor alkotása

„Teleki Pál áldozatos küzdelme – a vesztett háború és a trianoni ítélet nyomán kirabolt, megcsonkított és erkölcsileg lezüllött ország közállapotának rendbetételéért, a hibás döntés revíziójáért, az igazságosabb békéért és a magyar állam függetlenségéért – az eddigieknél nagyobb megbecsülést érdemel az utókortól. A Teleki Pál-érdemérem – a Bethlen Gábor-díj és a Márton Áron Emlékérem mellett – a Bethlen Gábor Alapítvány 2004-ben létesített kitüntetése. Ezt a »becsületrendet« a tudós államférfiről nevezték el.”
Szobrok
- Első köztéri szobrát Gödöllőn állították fel 2001-ben.
- 2004-ben magyar értelmiségiek egy csoportja mellett lengyel üzletemberek is részt vettek annak lehetővé tételében, hogy a budapesti szoborállítás meghiúsulása után Balatonbogláron mégis emlékművet állíthassanak neki.
- 2004-ben a Bethlen Gábor Alapítvány Teleki Pál születésének 125. évfordulóján az MTA dísztermében Teleki Pál Emlékérmet alapított[26] és a Teleki szobor felállításának támogatóit tüntette ki, majd 2005-ben a HITEL folyóirat főszerkesztője, Csoóri Sándor, és helyettese, Görömbei András kapták meg az elismerést.
- 2006-tól a kettős állampolgárság ügyében – a Teleki-szoborállításra emlékeztető, szégyenletes politikai és médiahadjárattal – tartott 2004. december 5-i népszavazásra válaszolva, illetve a korabeli államvezetés által megcsúfolt 1956-os Magyar Forradalom 50. évfordulója tiszteletére, a Teleki Pál emlékérmet Teleki Pál-érdemérem – a Magyar Forradalom 50. évfordulója tiszteletére alakították át, az évente kitüntetettek névsorával.[27]
- 2020-ban Krakkóban állítottak Teleki szobrot, amely Stefan Dousa alkotása[28]

Közterületek
- Varsóban, Krakkóban és Sopronban egy utca
- Gödöllőn egy tér (Gróf Teleki Pál tér), Gödön egy utca (Teleki Pál utca) viseli a nevét

Egyéb
- A Pannonhalmi Bencés Gimnázium (melynek egyik alapítója) filmvetítő termének neve őrzi emlékét.

## Fontosabb művei
- Az elsődleges államkeletkezés kérdéséhez (1903)
- Atlasz a Japáni szigetek cartographiájának történetéhez; s.n., Bp., 1909
- A földrajzi gondolat története. Essay; szerzői, Bp., 1917
- Szociálpolitika és hadigondozás; Bethlen Ny., Bp., 1918
- La Hongrie Occidentale. Párizs-Budapest, 1920 (Domanovszky Sándorral) online
- Amerika gazdasági földrajza, különös tekintettel az Északamerikai Egyesült Államokra. Teleki Pál előadása; jegyezte Kocsis Ferenc; Centrum, Bp., 1922 (Közgazdasági és közlekedési földrajzi jegyzetek)
- The Evolution of Hungary and its Place in European History (1923)
- Modern földrajz és oktatása; szerk. Teleki Pál, Vargha György; Studium, Bp., 1923
- Általános gazdasági földrajz, különös tekintettel az óvilági kontinensekre. Egyetemi hallgatók számára. Teleki Pál előadásai; s.n., Bp., 1927 k.
- Igazságot Magyarországnak! A trianoni békeszerződés következményeinek ismertetése és bírálata / Teleki Pál: Magyarország néprajzi térképe / Fodor Ferenc: Magyarország gazdaságpolitikai térképe; Magyar Külügyi Társaság, Bp., 1928
- Időszerű nemzetközi politikai kérdések a politikai földrajz megvilágításában; Egyetemi Ny., Bp., 1931 (A Jancsó Benedek Társaság kiadványai)
- Európáról és Magyarországról; Athenaeum, Bp., 1934
- A gazdasági élet földrajzi alapjai I–II. (1936)
- Alkotmánytani és földrajzi ismeretek. A felszabadult területek középiskoláinak VIII. osztálya számára; Egyetemi Ny., Bp., 1939
- Beszédek 1939; Stádium, Bp., 1939
- Magyar nemzetiségi politika; Stádium Ny., Bp., 1940
- Teleki Pál gróf miniszterelnök beszéde. Elmondotta az 1941. évi költségvetés felhatalmazási törvényjavaslatának vitájában; Stádium, Bp., 1940
- Magyarország az új Európában. Teleki Pál gróf két beszéde. 1940. december 3., 1940. december 19. A Függetlenség ingyen melléklete; Stádium, Bp., 1940
- Teleki Pál országgyűlési beszédei, 1-2.; sajtó alá rend. Papp Antal; Studium, Bp.,1941
- Teleki Pál gróf beszéde a megajánlási vitában; Nemzetpolitikai Szolgálat, Bp., 1941
- Magyar politikai gondolatok; sajtó alá rend. Kovrig Béla; Stádium, Bp., 1941 (Nemzeti könyvtár)
- Az igazi tisztviselő; Nemzetpolitikai Szolgálat, Bp., 1941
- Merjünk magyarok lenni. Idézetek Teleki Pál beszédeiből és írásaiból; összeáll. Máday Béla; Fiatal Magyarság Szövetség, Bp., 1943 | Merjünk magyarok lenni. Idézetek Teleki Pál beszédeiből és írásaiból
- Pozsgay Imre: Széchenyi István / Teleki Pál: Nemzetiségi politika; Széchenyi Társaság, Bp., 1991 (A Széchenyi Társaság füzetei)
- A földrajzi gondolat története; jegyz. Both Mária, Csorba F. László írta, előszó Kubassek János; Kossuth, Bp., 1996
- Válogatott politikai írások és beszédek; szerk., utószó Ablonczy Balázs; Osiris, Bp., 2000 (Millenniumi magyar történelem. Politikai gondolkodók)
- A cserkészet. 90 éves a Magyar Cserkészszövetség. Sík Sándor, Teleki Pál, Arató László és más cserkészvezetők írásai; szerk. Arató László; Márton Áron, Bp., 2002
- Becsületünk előbbrevaló jólétünknél. Gróf Teleki Pál gondolatai; szerk. Bálványosiné Gelencsér Katalin; Teleki Pál Egyesület, Gödöllő, 2004
- Európáról és Magyarországról; sajtó alá rend. Kovács Attila Zoltán; Szépmíves, Bp., 2019

További magyar nyelvű művei a Magyar Elektronikus Könyvtárban:
- Teleki Pál Beszédek (1939)
- Erdély helyzete Magyarországon és Európában
- Időszerű nemzetközi politikai kérdések a politikai földrajz megvilágításában

### A www.mult-kor.hu portál cikkei
- 65 éve lett öngyilkos Teleki Pál
- Teleki Pál: világhírű geográfus, sikertelen politikus
- Történelmi botrányok, érdekességek, rejtélyek 2004-ben
- 125 éve született Teleki Pál
- Teleki Pál és az elfogult utókor
- Szobrot Teleki Pálnak?
- Jogos viták a Teleki-szobor körül
- A magány rabjai

### Életrajzai az országgyűlési almanachokban
- Életrajza az 1905–1906-os országgyűlés almanachjában
- Életrajza az 1906–1910-es országgyűlés almanachjában
- Életrajza az 1920–1922-es országgyűlés almanachjában
- Életrajza az 1922–1926-os országgyűlés almanachjában
- Életrajza az 1926–1931-es országgyűlés almanachjában
- Életrajza az 1931–1935-ös országgyűlés almanachjában
- Életrajza az 1935–1939-es országgyűlés almanachjában
- Életrajza az 1939–1944-es országgyűlés almanachjában

### 1944-ig
- Cholnoky Jenő: Utazásom Amerikában Teleki Pál gróffal; Vajda-Wichmann, Bp., 1934
- Egy év a nemzet életében. Ez a kötet gróf Teleki Pál kormányának az 1939–1940. számadási időszakra vonatkozó állami költségvetés képviselőházi vitájában elhangzott beszédeit tartalmazza; Stádium Ny., Bp., 1939
- Fodor Ferenc: Gróf Teleki Pál dr. (1879–1941) rendes tag emlékezete; Stephaneum Ny., Bp., 1941 (Szent István Akadémia emlékbeszédei)
- Gróf Teleki Pál élete és munkássága a magyar revízió szolgálatában; összeáll. Matolay Géza; Halász, Bp., 1941
- Szabó Dezső: Teleki Pál; Ludas Mátyás, Bp., 1941 (Szabó Dezső újabb művei)
- Papp Antal: Gróf Teleki Pál emlékezete; Hornyánszky Ny., Bp., 1942
- Witz Béla: "Emlékezzünk Telekire", 1-2.; Bp., 1943
  - 1. Csizmadia ny.
  - 2. Hornyánszky Ny.
- Witz Béla: Teleki vallásossága; Sárkány Ny., Bp., 1943 (A Középponti Katolikus Kör Kiadványai)

### 1945–1989
- Juhász Gyula: A Teleki-kormány külpolitikája. 1939–1941; Akadémiai, Bp., 1964
- Borbándi Gyula: A Teleki-Pelényi terv nyugati magyar ellenkormány létesítésére; Molnár József Ny., München, 1966
- Teleki Pál. 1879–1979. Teleki év, 1979; Magyar Cserkészszövetség, Garfield, 1979
- Török Béla: Teleki Pál tragédiája; Árpád Szövetség, Sydney, 1972 (Dolláros füzetek)
- Teleki Pál halála. Legújabb adatok gróf dr. széki Teleki Pál haláláról; összegyűjt. Zakar András; Eola, Bécs, 1983
- Tilkovszky Loránt: Teleki Pál titokzatos halála; Helikon, Bp., 1989 (Labirintus)

### 1990–
- Teleki Pál öröksége. Az MDF Akadémiának és az MDF Pedagógus Kollégiumának rendezésében Veszprémben, 1991. április 6-án megtartott emlékülésen elhangzott előadásokból; összeáll. Barabás Béla; Antológia, Lakitelek, 1992
- Teleki Pál és kora. A Teleki Pál emlékév előadásai; szerk. Csicsery-Rónay István, Vigh Károly; Occidental Press, Bp., 1992
- Mészáros Károly: Horthy és Teleki. 1919–1921. Kormánypolitika és Trianon; Nesztor, Bp., 1992
- Mészáros István: Teleki Pál nemzetnevelői programja; Teleki Pál Egyesület, Gödöllő, 1993
- C. A. Macartney: Teleki Pál miniszterelnöksége, 1939–1941; ford. Cserenyey Géza, bev., utószó Csicsery-Rónay István; Occidental Press, Bp., 1993
- Czettler Antal: Pál Graf Teleki und die Aussenpolitik Ungarns 1939–1941; Ungarisches Institut, München, 1996 (Studia Hungarica)
- Czettler Antal: Teleki Pál és a magyar külpolitika, 1939–1941; németből ford. a szerző; Magvető, Bp., 1997 (Lassuló idő)
- Csicsery-Rónay István: Teleki Pál; Occidental Press, Bp., 2000 (Csillagos órák, sorsfordító magyarok)
- Ablonczy Balázs: Teleki Pál. Egy politikai életrajz vázlata; Elektra Kiadóház, Bp., 2000 (Élet-kép sorozat)
- Ismeretlen fejezetek Teleki Pál életéből; szerk. Vigh Károly; Századvég, Bp., 2001
- Teleki Pál; tan., szövegvál. Török Zsolt; OPKM, Bp., 2001 (Tudós tanárok, tanár tudósok)
- Bokor Imre: Gróf Teleki Pálról és Bárdossy Lászlóról; Szenci Molnár Társaság, Bp., 2002 (A Herman Ottó Társaság nemzetpolitikai sorozata)
- Kelemen Erzsébet: Getszemáni magány. Dráma Teleki Pálról két felvonásban; Magyar Napló, Bp., 2003
- Csapodi Csaba: Teleki Pál "búcsúlevele". Székfoglaló előadás a Szent István Tudományos Akadémián. Bp., 2003
- Csirpák Lilli: Teleki Európáról; Kairosz, Bp., 2004
- „Szobor vagyok, de fáj minden tagom!” Fehér könyv a Teleki-szoborról; szerk. Bakos István, Csicsery-Rónay István; Occidental Press, Bp., 2004
- Ablonczy Balázs: Teleki Pál; Osiris, Bp., 2005
- Teleki Pál emlékezete; szerk. Riczel Etelka, Janda Géza; Teleki Pál Egyesület, Gödöllő, 2005
- A magyar szolidaritás balatonboglári példái, 1939–2009. Teleki Pál és Varga Béla; szerk. Bakos István, Vásárhelyi Tibor; Önkormányzat, Balatonboglár, 2009 (Boglári füzetek)
- Zakar András: Teleki Pál halála. Mítosz és rejtély; sajtó alá rend., jegyz., tan. Pusztaszeri László; Kairosz, Bp., 2009
- A nemzetépítő Teleki Pál élete és utóélete; vál., szerk. Bakos István; Kairosz, Bp., 2012 (Magyar örökség – Kairosz)
- Nyári Gábor: A Sándor-palotától a ravatalig. Teleki Pál második miniszterelnöksége, 1939–1941; angol források ford. Baranyi Tamás Péter; Kairosz, Piliscsaba–Bp., 2015
- Teleki Pál, a geográfus; szerk. Jeney László; Gazdaságföldrajz és Jövőkutatás Központ BCE–Teleki Pál Egyesület, Bp.–Gödöllő, 2016
- Ablonczy Balázs: A miniszterelnök élete és halála. Teleki Pál, 1879–1941; Jaffa, Bp., 2018 (Modern magyar történelem)
- Réti László: Megölni Telekit; Művelt Nép, Bp., 2020 ("történelmi krimi Teleki Pál utolsó napjairól")
- Teleki Pál – egy ellentmondásos életút, geographic.hu
- Teleki Pál megalakítja első kormányát – Tarján Tamás cikke
- Aranyliliom – Minden, ami cserkészet
- http://telekipal.hu/2016/04/15/kiss-eva-tanarno-emlekezo-beszede/ Archiválva 2020. július 6-i dátummal a Wayback Machine-ben